# Quella Vecchia Locanda
Quella Vecchia Locanda (en italien Cette vieille auberge) ou QVL est un groupe de rock progressif italien, de rock symphonique ou de musique de chambre formé à Rome en 1970. Le groupe sort deux albums studio, en 1972 et 1974.

## Critique
Les deux albums studio du groupe ont reçu des critiques favorables,.

## Membres
Le chanteur et flûtiste du groupe est  Giorgio Giorgi. Don V. Lax, le violoniste sur le premier album, déclare dans une interview :  « je trouvais du Bach, du Brahms ou du Corelli, et je l'intégrais dans la musique de sorte à ce que nous fassions une fusion classique-rock. » Au sujet des performances en concert, il ajoute : « jouer à la villa Pamphili pour 150 000 personnes a été le plus mémorable, mais nous avons également joué d'autres grands concerts en plein air, à la télévision et dans des clubs à Rome et sur la côte. »
Don Lax tient ensuite le violon pour des artistes tels que Camper van Beethoven et collabore brièvement avec Tim Tompkins des Moody Blues.

## Discographie

### Studio
- 1972 : Quella vecchia locanda
- 1974 : Il tempo della gioia

### Live
- 1993 : Live (enregistré 1971 ?)

### Singles
- 1974 : Villa Doria Pamphili
- 1993 : Io ti amo